# Moulin de l'Aile
De Moulin de l'Aile is een windmolen van het type achtkante bovenkruier, die zich bevindt te Saint-Martin-au-Laërt.
De molen, die dienstdoet als poldermolen, bezit een houten bovenbouw op een bakstenen onderbouw. Het is de laatste houten poldermolen in Frankrijk.

## Geschiedenis
Ze stond oorspronkelijk in het Marais de l'Aile in Sint-Omaars. Hij diende daar als poldermolen en was voorzien van een schroef van Archimedes. In 1948 braken, ten gevolge van een storm, de wieken. De molen werd gedemonteerd en de onderdelen werden opgeslagen gedurende twintig jaar. Gedurende de jaren 80 van de 20e eeuw werd hij gerestaureerd in het Musée des Moulins te Villeneuve-d'Ascq. Daar werd hij gedurende enige tijd tentoongesteld. Vervolgens werd de molen weer uit elkaar genomen en opgeslagen op het vliegveld te Wizernes bij Sint-Omaars. De bedoeling was dat hij nabij de Rommelaëre zou worden opgesteld. Toen echter plannen werden ontvouwd om bij Saint-Martin-au-Laërt een bezoekerscentrum, het Huis van het Moeras (Maison du Marais) in te richten, heeft men de molen in de nabijheid daarvan opgebouwd. Dit gebeurde in 2013-2014. Ook een schroef van Archimedes wordt weer aangebracht.

## Externe bronnen
- La Voix du Nord
- Moulins de France